# 프랑스 오픈 여자 단식 우승자 목록
역대 프랑스 오픈 여자 단식 우승자들의 목록이다.

## 역사
프랑스 오픈은 매년 5월 말부터 6월 초까지 2주간 개최되는 테니스 대회로, 1987년 이후 시즌 두 번째 그랜드 슬램 대회로 자리 잡았다. 이 대회는 제1차 세계대전으로 인해 1915년부터 1919년까지 중단되었으며, 제2차 세계대전 기간인 1940년 한 해 동안 열리지 않은 후, 1941년부터 1945년까지 비공식적으로 진행되었다. 본 대회는 프랑스 테니스 연맹(FFT)이 주관한다.
대회의 초기 개최지는 파리의 레이싱 클럽 드 프랑스(Racing Club de France)와 스타드 프랑세(Stade Français)였으며, 두 클럽이 번갈아 가며 대회를 주관하였다. 그러나 1928년부터는 새롭게 건립된 스타드 롤랑 가로스(Stade Roland Garros)로 장소를 옮겨 현재까지 이곳에서 개최되고 있다. 대회 초창기에는 프랑스 테니스 클럽 회원만 참가할 수 있었으나, 1925년부터 국제 선수들에게도 출전 기회가 주어졌다.
1941년부터 1944년까지의 대회는 비시 정권(Vichy regime)하에서 치러졌으며, 해당 기간 동안 앨리스 바이웨르스(Alice Weiwers)가 두 차례, 시몬 이리바르네 라파르그(Simone Iribarne Lafargue)와 레이몽드 존스 베버(Raymonde Jones Veber)가 각각 한 차례 우승을 차지하였다. 그러나 이 기간의 대회는 FFT의 공식 기록에서 제외되었으며, ‘투르누아 드 프랑스’(Tournoi de France)라는 명칭이 붙었다. 1945년, 프랑스 임시정부의 통치 아래 개최된 대회에서는 로렛 페이요(Lolette Payot)가 우승하였으나, 이 역시 FFT의 공식 역사에서 인정되지 않았다.
여자 단식 경기 방식은 첫 대회 이후 여러 차례 변경되었다. 경기 방식은 항상 녹아웃 형식으로 진행되었으며, 기록에 따르면 모든 경기가 3세트 승부로 치러졌다. 또한 1973년부터는 첫 두 세트에서 타이브레이크(베스트 오브 12 포인트 방식)가 도입되었다.
우승자는 쿠프 수잔 렝렌(Coupe Suzanne Lenglen)의 미니어처 트로피를 받으며, 이 트로피는 전설적인 선수인 수잔 렝렌을 기리기 위해 명명되었다. 2010년 기준, 여자 단식 우승자는 1,120,000유로의 상금을 수령하였다.
프랑스 챔피언십 시대(프랑스 테니스 클럽 회원 및 프랑스 국적자만 참가 가능했던 시기) 여자 단식 최다 우승 기록은 아딘 마송(Adine Masson)이 보유하고 있으며, 총 5회(1897–1899, 1902–1903) 우승을 차지하였다. 연속 우승 기록은 잔느 마테(Jeanne Matthey, 1909–1912)와 수잔 렝렌(1920–1923)이 세운 4회이다.
프랑스 국제 챔피언십 시대(국제 선수들에게 개방된 후, 오픈 시대 이전)에는 헬렌 윌스 무디(Helen Wills Moody)가 4회(1928–1930, 1932) 우승하며 최다 우승 기록을 세웠고, 연속 우승 기록은 윌스 무디(1928–1930)와 힐데 크라윈켈 스퍼링(Hilde Krahwinkel Sperling, 1935–1937)이 보유한 3회이다.
오픈 시대 이후에는 크리스 에버트(Chris Evert)가 여자 단식 최다 우승 기록을 보유하고 있으며, 총 7회(1974–1975, 1979–1980, 1983, 1985–1986) 우승하였다. 연속 우승 기록은 모니카 셀레스(1990–1992), 쥐스틴 에넹(2005–2007), 그리고 이가 시비옹테크(Iga Świątek, 2022–2024)가 세운 3회이다.
오픈 시대 이후 한 세트도 내주지 않고 우승한 선수는 이본 굴라공(Evonne Goolagong, 1971), 빌리 진 킹(Billie Jean King, 1972), 크리스 에버트(1974), 슈테피 그라프(Steffi Graf, 1988), 아란차 산체스 비카리오(Arantxa Sánchez Vicario, 1994), 쥐스틴 에넹(2006, 2007), 그리고 이가 시비옹테크(2020)이다.

## 우승자 목록

### 아마추어 시대
| 연도                                           | 우승자                   | 준우승자                | 스코어         |
| ---------------------------------------------- | ------------------------ | ----------------------- | -------------- |
| 1897년                                         | 아딘 마송                | 수잔 지로               | 6-3, 6-1       |
| 1898년                                         | 아딘 마송                | 참가자 1명 결승 없음    |                |
| 1899년                                         | 아딘 마송                | 참가자 1명 결승 없음    |                |
| 1900년                                         | 이본 프레보              | 참가자 1명 결승 없음    |                |
| 1901년                                         | 수잔 지로                | 르루                    | 6-1, 6-1       |
| 1902년                                         | 아딘 마송                | 수잔 지로               | 6-0, 6-1       |
| 1903년                                         | 아딘 마송                | 케이트 질주             | 6-0, 6-8, 6-0  |
| 1904년                                         | 케이트 질주              | 아딘 마송               | 스코어 없음    |
| 1905년                                         | 케이트 질주              | 이본드 페펠             | 6-0, 11-9      |
| 1906년                                         | 케이트 질주페닉          | 버지니아 맥비           | 6-0, 6-1       |
| 1907년                                         | 케르멜 백작부인          | 캐서린 달리니 드 엘바   | 6-1(기권)      |
| 1908년                                         | 케이트 질주 페닉         | 피앙                    | 6-2, 6-2       |
| 1909년                                         | 잔 마테이                | 아베유 빌라르 갈레      | 10-8, 6-4      |
| 1910년                                         | 잔 마테이                | 제르멘 헤그니에         | 1-6, 6-1, 9-7  |
| 1911년                                         | 잔 마테이                | 마르그리트 브로케디스   | 6-2, 7-5       |
| 1912년                                         | 잔 마테이                | 마리 다네               | 6-2, 7-5       |
| 1913년                                         | 마르그리트 브로케디스    | 잔 마테이               | 6-3, 6-3       |
| 1914년                                         | 마르그리트 브로케디스    | 쉬잔 랑글렌             | 5-7, 6-4, 6-3  |
| 제1차 세계대전으로 대회 취소 (1915년 ~ 1919년) |                          |                         |                |
| 1920년                                         | 쉬잔 랑글렌              | 마르그리트 브로케디스   | 6-1, 7-5       |
| 1921년                                         | 쉬잔 랑글렌              | 제르멘 골딩             | 기권승         |
| 1922년                                         | 쉬잔 랑글렌              | 제르멘 골딩             | 6-4, 6-2       |
| 1923년                                         | 쉬잔 랑글렌              | 제르멘 골딩             | 6-1, 6-4       |
| 1924년                                         | 줄리 블라스토            | 잔느 보사르             | 6-2, 6-3       |
| 1925년                                         | 쉬잔 랑글렌              | 키티 맥케인 갓프리      | 6-1, 6-2       |
| 1926년                                         | 쉬잔 랑글렌              | 메리 브라운             | 6-1, 6-0       |
| 1927년                                         | 케아 보우만              | 아이린 보우더 피콕      | 6-2, 6-4       |
| 1928년                                         | 헬렌 월스 무디           | 일린 베넷 휘팅스톨      | 6-1, 6-2       |
| 1929년                                         | 헬렌 월스 무디           | 시몬 마튀               | 6-3, 6-4       |
| 1930년                                         | 헬렌 월스 무디           | 헬렌 제이 컵스          | 6-2, 6-1       |
| 1931년                                         | 질리 아우셈              | 베티 너덜               | 8-6, 6-1       |
| 1932년                                         | 헬렌 월스 무디           | 시몬 마튀               | 7-5, 6-1       |
| 1933년                                         | 마거릿 스크리븐 비비언   | 시몬 마튀               | 6-2, 4-6, 6-4  |
| 1934년                                         | 마거릿 스크리븐 비비언   | 헬렌 제이컵스           | 7-5, 4-6, 6-1  |
| 1935년                                         | 헬데 크라우민켈 슈페를링 | 시몬 마튀               | 6-2, 6-1       |
| 1936년                                         | 힐데 크라우빈켈 슈페를링 | 시몬 마튀               | 6-3, 6-4       |
| 1937년                                         | 힐데 크라우빈켈 슈페를링 | 시몬 마튀               | 6-2, 6-4       |
| 1938년                                         | 시몬 마튀                | 널리 아담손 장드리      | 6-0, 6-3       |
| 1939년                                         | 시몬 마튀                | 야드비가 옝드제요프스카 | 6-3, 8-6       |
| 제2차 세계대전으로 대회 취소 (1940년)          |                          |                         |                |
| 1941년                                         | 앨리스 바이워스          | 앤 마리 세제르          | 6-3, 6-0       |
| 1942년                                         | 앨리스 바이워스          | 롤렛 파요               | 6-4, 6-4       |
| 1943년                                         | 시몬 이르바른 라파르그   | 앨리스 바이워스         | 6-1, 7-5       |
| 1944년                                         | 레이몬드 존스 베베       | 자클린 파토르니         | 6-4, 9-7       |
| 1945년                                         | 롤렛 파요                | 시몬 이르바른 라파르그  | 6-3, 6-4       |
| 1946년                                         | 마거릿 오스본 뒤풍       | 폴린 베츠               | 1-6, 8-6, 7-5  |
| 1947년                                         | 패트리샤 캐닝 토드       | 도리스 하트             | 6-3, 3-6, 6-4  |
| 1948년                                         | 넬리 아담슨 람드리       | 셜리 프라이             | 6-2, 0-6, 0-6  |
| 1949년                                         | 마거릿 오스본 뒤풍       | 넬리 아담슨 랑드리      | 7-5, 6-2       |
| 1950년                                         | 도리스 하트              | 패트리샤 캐닝 토드      | 6-4, 4-6, 6-2  |
| 1951년                                         | 셸리 프라이              | 토리스 하트             | 6-4, 4-6, 6-2  |
| 1952년                                         | 도리스 하트              | 셜리 프라이             | 6-4, 6-4       |
| 1953년                                         | 모린 코놀리              | 도리스 하트             | 6-2, 6-4       |
| 1954년                                         | 모린 코놀리              | 지네트 뷔카유           | 6-4, 6-1       |
| 1955년                                         | 안젤라 모티머            | 도로시 헤드 노트        | 2-6, 7-5, 10-8 |
| 1956년                                         | 알테아 깁슨              | 안제라 모티머           | 6-0, 12-10     |
| 1957년                                         | 셸리 블루머              | 도로시 헤드 노트        | 6-1, 6-3       |
| 1958년                                         | 주자 쾨르묵지            | 셸리 블루머             | 6-4, 1-6, 6-2  |
| 1959년                                         | 크리스틴 트루먼          | 주자 쾨르묵자           | 6-4, 7-5       |
| 1960년                                         | 달린 하드                | 욜라 라미레스           | 6-3, 6-4       |
| 1961년                                         | 앤 헤이든                | 욜라 라미레스           | 6-2, 6-1       |
| 1962년                                         | 마거릿 코트              | 레슬리 터너             | 6-3, 3-6, 7-5  |
| 1963년                                         | 레슬리 터너              | 앤 헤이든 존슨          | 2-6, 6-3, 7-5  |
| 1964년                                         | 마거릿 코트              | 마리아 우에노           | 5-7, 6-1, 6-2  |
| 1965년                                         | 레슬리 터너              | 마거릿 코트             | 6-3, 6-4       |
| 1966년                                         | 앤헤이든 존슨            | 낸시 리치               | 6-3, 6-1       |
| 1967년                                         | 프랑수아즈 뒤즈          | 레슬리 터너             | 4-6, 6-3, 6-4  |

### 오픈 시대
| 연도   | 우승자                 | 준우승자                | 스코어                  |
| ------ | ---------------------- | ----------------------- | ----------------------- |
| 1968년 | 낸시 리치              | 앤 헤이든 존슨          | 5-7, 6-4, 6-1           |
| 1969년 | 마거릿 코트            | 앤 헤이든 존슨          | 6-1. 4-6, 6-3           |
| 1970년 | 마거릿 코드            | 헬가니센                | 6-2, 6-4                |
| 1971년 | 이본 굴라공            | 헬렌 구글레이           | 6-3, 7-5                |
| 1972년 | 빌리진 킹              | 이본 굴라공             | 6-3, 6-3                |
| 1973년 | 마거릿 코트            | 크리스 에버트           | 6-5(5-7), 7-6(8-6), 6-4 |
| 1974년 | 크리스 에버트          | 올라 모로조바           | 6-1, 6-2                |
| 1975년 | 크리스 에버트          | 마르티나 나브라틸로바   | 2-6, 6-2, 6-1           |
| 1976년 | 수바커                 | 르나타 토마노바         | 6-2, 0-6, 6-2           |
| 1977년 | 미마 아우셰벡          | 플로렌차 미하이         | 6-2, 6-7(5-7), 6-1      |
| 1978년 | 버지니아 루지치        | 미마 야우셰백           | 6-2, 6-2                |
| 1979년 | 크리스 에버트          | 웬디 턴불               | 6-2, 6-0                |
| 1980년 | 크리스 에버트          | 버지니아 루지치         | 6-0, 6-3                |
| 1981년 | 하나 만드리코바        | 실비아 하니카           | 6-2, 6-4                |
| 1982년 | 마르티나 나브라틸로바  | 안드레아 예거           | 7-6(8-6), 6-1           |
| 1983년 | 크리스 에버트          | 미마 야우셰벡           | 6-1, 6-2                |
| 1984년 | 마르티나 나브라틸로바  | 크리스 에버트           | 6-3, 6-1                |
| 1985년 | 크리스 에버트          | 마르티나 나브라틸로바   | 6–3, 6–7(4–7), 7–5      |
| 1986년 | 크리스 에버트          | 마르티나 나브라틸로바   | 2-6, 6-3, 6-3           |
| 1987년 | 슈테피 그라프          | 마르티나 나브라틸로바   | 6-4, 4-6, 8-6           |
| 1988년 | 슈테피 그라프          | 나타샤 즈베레바         | 6-0, 6-0                |
| 1989년 | 이만타 산체스 비카리오 | 슈테피 그라프           | 7-6(8-6), 3-6, 7-5      |
| 1990년 | 모니카 셀레스          | 슈테피 그라프           | 7-6(8-6), 6-4           |
| 1991년 | 모니카 셀레스          | 아란차 산체스 비카리오  | 6-3, 6-4                |
| 1992년 | 모니카 셀레스          | 슈테피 그라프           | 6-2, 3-6, 10-8          |
| 1993년 | 슈테피 그라프          | 메리 조 페르난데스      | 4-6, 6-2, 6-4           |
| 1994년 | 아란차 산체스 비카리오 | 메리 피어스             | 6-4, 6-4                |
| 1995년 | 슈테피 그라프          | 아란차 산체스 비카리오  | 7-5, 4-6, 6-0           |
| 1996년 | 슈테피 그라프          | 아란차 산체스 비카리오  | 6-3, 6-7(4-7), 10-8     |
| 1997년 | 이바 마욜리            | 마르티나 힝기스         | 6-4, 6-2                |
| 1998년 | 아란차 산체스 비카리오 | 모니카 셀레스           | 7-6(7-5), 0-6, 6-2      |
| 1999년 | 슈테피 그라프          | 마르티나 힝기스         | 4-6, 7-5, 6-2           |
| 2000년 | 메리 피어스            | 콘치타 마르티네즈       | 6-2, 7-5                |
| 2001년 | 제니퍼 카프리아티      | 킴 클리스터스           | 1-6, 6-4, 12-10         |
| 2002년 | 세리나 윌리엄스        | 비너스 윌리엄스         | 7-5, 6-3                |
| 2003년 | 쥐스틴 에넹            | 킴 클리스터스           | 6-0, 6-4                |
| 2004년 | 아나스타샤 미스키나    | 엘레나 데멘티에바       | 6-1, 6-2                |
| 2005년 | 쥐스틴 에넹            | 마리 피어스             | 6-1, 6-1                |
| 2006년 | 쥐스틴 에넹            | 스베틀라나 쿠즈네초바   | 6-4, 6-4                |
| 2007년 | 쥐스틴 에넹            | 아나 이바노비치         | 6-1, 6-2                |
| 2008년 | 아나 이바노비치        | 디나라 시피나           | 6-4, 6-3                |
| 2009년 | 소베틀라나 쿠즈네초바  | 디나라 시피나           | 6-4, 6-2                |
| 2010년 | 프란체스코 스키아보네  | 사만다 스토서           | 6-4, 7-6(7-2)           |
| 2011년 | 리나                   | 프란체스코 스키아보네   | 6-4, 7-6(7-0)           |
| 2012년 | 마리아 샤라포바        | 사라 에라니             | 6-3, 6-2                |
| 2013년 | 세리나 윌리엄스        | 마리아 샤라포바         | 6-4, 6-4                |
| 2014년 | 마리아 샤라포바        | 시모나 할렙             | 6-4, 6-7(5-7), 6-4      |
| 2015년 | 세리나 윌리엄스        | 루시 사파로바           | 6-3, 6-7(2-7), 6-2      |
| 2016년 | 가르비네 무구루사      | 세레나 윌리엄스         | 7-5, 6-4                |
| 2017년 | 엘레나 노스나펜코      | 시모나 할렙             | 4-6, 6-4, 6-3           |
| 2018년 | 시모나 할렙            | 슬론 스티본스           | 3-6, 6-4, 6-1           |
| 2019년 | 애슐리 바티            | 마케타 본드루소바       | 6-1, 6-3                |
| 2020년 | 이가 슈비옹텍          | 소피아 케닌             | 6-4, 6-1                |
| 2021년 | 바보라 크레이치코바    | 아나스타샤 파블류첸코바 | 6-1, 2-6, 6-4           |
| 2022년 | 이가 시비옹테크        | 코코 고프               | 6-1, 6-3                |
| 2023년 | 이가 시비옹테크        | 카롤리나 무호바         | 6–2, 5–7, 6–4           |
| 2024년 | 이가 시비옹테크        | 재스민 파올리니         | 6–2, 6–1                |
| 2025년 | 코코 고프              | 아리나 사발렌카         | 6–7(5–7), 6–2, 6–4      |

## 통계

### 챔피언
- 연도는 도전자 결정전(챌린지 라운드)에서 타이틀을 지켜낸 해를 가진다.

| 선수                   | 아마추어 | 오픈 | 역대 통산 | 연도                                     |
| ---------------------- | -------- | ---- | --------- | ---------------------------------------- |
| 크리스 에버트          | 0        | 7    | 7         | 1974, 1975, 1979, 1980, 1983, 1985, 1986 |
| 쉬잔 랑글렌            | 6        | 0    | 6         | 1920, 1921, 1922, 1923, 1925, 1926       |
| 슈테피 그라프          | 0        | 6    | 6         | 1974, 1975, 1979, 1980, 1983, 1985, 1986 |
| 아딘 마송              | 5        | 0    | 5         | 1897, 1898, 1899, 1902, 1903             |
| 마거릿 코트            | 2        | 3    | 5         | 1962, 1964, 1969, 1970, 1973             |
| 케이트 질루            | 4        | 0    | 4         | 1904, 1905, 1906, 1908                   |
| 잔 마테이              | 4        | 0    | 4         | 1909, 1910, 1911, 1912                   |
| 헬렌 윌스              | 4        | 0    | 4         | 1928, 1929, 1930, 1932                   |
| 저스틴 에냉            | 0        | 4    | 4         | 2003, 2005, 2006, 2007                   |
| 이가 시비옹테크        | 0        | 4    | 4         | 2020, 2022, 2023, 2024                   |
| 힐데 크라빈켈 스테를링 | 3        | 0    | 3         | 1935, 1936, 1937                         |
| 아란차 산체스 비카리오 | 0        | 3    | 3         | 1989, 1994, 1998                         |
| 모니카 셀레스          | 0        | 3    | 3         | 1990, 1991, 1992                         |
| 세레나 윌리엄스        | 0        | 3    | 3         | 2002, 2013, 2015                         |
| 마르게리트 브로케디스  | 2        | 0    | 2         | 1913, 1914                               |
| 마거릿 스크리븐 비비안 | 2        | 0    | 2         | 1933, 1934                               |
| 시몬 마티외            | 2        | 0    | 2         | 1938, 1939                               |
| 마거릿 오스본 듀퐁     | 2        | 0    | 2         | 1946, 1949                               |
| 도리스 하트            | 2        | 0    | 2         | 1950, 1952                               |
| 모린 코놀리            | 2        | 0    | 2         | 1953, 1954                               |
| 앤 헤이든 존슨         | 2        | 0    | 2         | 1961, 1966                               |
| 레슬리 터너 보어리     | 0        | 2    | 2         | 1963, 1965                               |
| 마리아 샤라 포바       | 0        | 2    | 2         | 2012, 2014                               |

### 국가별
| 국가 이름      | 아마추어 | 오픈 | 합계 | 첫 우승 연도 | 마지막 우승 연도 |
| -------------- | -------- | ---- | ---- | ------------ | ---------------- |
| 프랑스         | 29       | 1    | 30   | 1897년       | 2000년           |
| 미국           | 14       | 16   | 30   | 1928년       | 2025년           |
| 독일           | 4        | 6    | 10   | 1931년       | 1999년           |
| 오스트레일리아 | 4        | 5    | 9    | 1962년       | 2019년           |
| 영국           | 7        | 1    | 8    | 1933년       | 1976년           |
| 유고슬라비아   | 0        | 5    | 5    | 1977년       | 2008년           |
| 폴란드         | 0        | 4    | 4    | 2020년       | 2024년           |
| 러시아         | 0        | 4    | 4    | 2004년       | 2014년           |
| 벨기에         | 0        | 4    | 4    | 2003년       | 2007년           |
| 스페인         | 0        | 4    | 4    | 1989년       | 2016년           |
| 체코           | 0        | 2    | 2    | 1981년       | 2021년           |
| 루마니아       | 0        | 2    | 2    | 1978년       | 2018년           |
| 네덜란드       | 1        | 0    | 1    | 1927년       | 1927년           |
| 헝가리         | 1        | 0    | 1    | 1958년       | 1958년           |
| 크로아티아     | 0        | 1    | 1    | 1997년       | 1997년           |
| 이탈리아       | 0        | 1    | 1    | 2010년       | 2010년           |
| 중화인민공화국 | 0        | 1    | 1    | 2011년       | 2011년           |
| 라트비아       | 0        | 1    | 1    | 2017년       | 2017년           |

## 같이 보기
- 프랑스 오픈 남자 단식 우승자 목록
- 호주 오픈 여자 단식 우승자 목록
- 역대 윔블던 여자 단식 우승자 목록
- US 오픈 여자 단식 역대 우승자 목록